# Mohammed El Berkani
Pour les articles homonymes, voir El Berkani.
Mohammed El Berkani, né le 13 décembre 1982 à Heerlen, est un footballeur néerlando-marocain évoluant au poste d'attaquant. Il possède la double nationalité.

## Biographie
El Berkani commence le football aux Pays-Bas, dans deux clubs amateurs de sa ville natale de Heerlen, avant de terminer sa formation dans le club du Roda JC. Après avoir passé deux saisons professionnels en Eredivisie sur le banc, il réclame son départ. Le joueur est alors prêté une saison au Fortuna Sittard en deuxième division néerlandaise, disputant un total douze matchs. Lors du mercato hivernal de 2006, il est transféré en Jupiler Pro League (D1 Belgique) dans le club du Lierse SK, club dans lequel il recevra plus de temps de jeu qu'aux Pays-Bas. 
Au début de 2007, il s'aventure en Allemagne dans le club du FC Carl Zeiss Iéna, en Bundesliga 2, mais joue seulement six matchs en six mois. Après cet échec en deuxième division allemande, le joueur rejoint la troisième division en passant par le Sportfreunde Siegen et le FC Erzgebirge Aue. Lors du mercato d'été 2009, il effectue son retour en Belgique, en troisième division, avec le club du RCS Visé. Le joueur sera promu avec son club en deuxième division belge pour la saison 2010-2011.
En mai 2012, il termine sa carrière professionnelle dans son pays d'origine, en évoluant une saison avec l'Olympique de Khouribga, en Botola Pro.

## Palmarès
- Champion de Belgique de D3 en 2010 avec le RCS Visé